# Il desiderio di Winky
Il desiderio di Winky (Het Paard van Sinterklaas) è un film del 2005 diretto da Mischa Kamp e scritto da Tamara Bos. Nel 2007 è uscito un sequel intitolato Che fine ha fatto il cavallo di Winky?.

## Trama
Winky Wong è una bambina di sei anni che si è trasferita insieme alla madre dalla Cina ai Paesi Bassi dove il padre lavora in un ristorante. La famiglia va ad abitare vicino alla casa di zio Siem e zia Cor che possiedono un cavallo chiamato Saartje. Winky ci si affeziona e lo inizia a cavalcare, ma la madre si oppone, in quanto ha paura di vedere la figlia su un cavallo. Saartje tuttavia è un cavallo molto vecchio e ben presto muore, suscitando la tristezza di Winky.
A scuola, come ogni anno, arriva Babbo Natale (in originale Sinterklaas) e i bambini hanno l'occasione di chiedergli qualsiasi cosa, un desiderio, un regalo. Winky pertanto chiede un cavallo. Il giorno dopo prepara la sua scarpa all'esterno dell'ingresso dove potrà ricevere qualche messaggio a proposito del regalo, ma la trova vuota. Quando ritorna a scuola, trova il pacco con un cane impagliato e ciò la rende delusa. All'esterno però trova un cavallo legato alla sua bicicletta e crede che sia per lei, infatti lo monta subito dopo e raggiunge il ristorante dove aveva allestito una stalla accanto. Il cavallo però appartiene a Babbo Natale e, dopo svariate ricerche, lo ritrova vicino al ristorante e in quell'occasione, conosce i genitori di Winky. La bambina non vuole riconsegnare il cavallo, ma poi Siem si offre di metterlo dentro la sua stalla e Winky promette di prendersi cura del cavallo.

## Distribuzione

### Date di uscita
- 12 ottobre 2005 nei Paesi Bassi
- 26 ottobre 2005 in Belgio (Het Paard van Sinterklaas)
- 12 febbraio 2006 in Germania (Ein Pferd für Winky)
- 22 aprile 2006 in Canada
- 6 maggio 2006 in Grecia
- 17 luglio 2006 in Italia
- 21 ottobre 2006 nel Regno Unito (Winky's Horse)
- 28 ottobre 2006 negli Stati Uniti (Winky's Horse)
- 29 ottobre 2006 in Francia (Le cheval de Saint Nicolas)
- 3 novembre 2006 in Norvegia
- 24 novembre 2006 in Svezia (Winkys hemlighet)
- 9 novembre 2007 in Danimarca (Winkys hest)